# سوني وايت
سوني وايت (بالإنجليزية: Sonny White)‏ هو عازف جاز وعازف بيانو أمريكي، ولد في 17 نوفمبر 1917 في بنما في بنما، وتوفي في 28 أبريل 1971 في نيويورك في الولايات المتحدة.

## وصلات خارجية
- سوني وايت على موقع ميوزك برينز (الإنجليزية)
- سوني وايت على موقع أول ميوزيك (الإنجليزية)
- سوني وايت على موقع ديسكوغز (الإنجليزية)